# Avirulentie
Avirulentie is een term die komt uit de fytopathologie (leer der plantenziekten) en heeft betrekking op het niet in staat zijn van een bepaald pathogeen (ziekteverwekker) om ziekteverschijnselen bij een plant te doen ontstaan. Het pathogeen kan de plant niet ziek maken, omdat hij beplaalde stoffen produceert die door de plant worden herkend en een immuunreactie in de plant opwekken. Deze stoffen zijn de producten van zogenaamde avirulentie genen in het pathogeen en worden herkend door de producten van zogenaamde resistentie genen (tegen dat pathogeen) in de plant, dit wordt ook wel gen-om-gen interactie genoemd.